# 哈莉玛图·阿因德
哈莉玛图·易卜拉欣·阿因德（英語：Halimatu Ibrahim Ayinde；1995年5月16日—），尼日利亚女子足球运动员，司职中场，目前效力于洛森格德足球俱乐部和尼日利亚国家女子足球队。她曾代表尼日利亚参加2023年国际足联女子世界杯。